# Scogli della Ringa
Gli scogli della Ringa formano un gruppo di scogli dell'Italia, in Calabria.